# Liste des US Routes au Kansas
Les US Routes au Kansas sont les US Routes se trouvant au Kansas et entretenues par le Kansas Department of Transportation (KDOT).

## Liste
| Numéro | Longueur (mi) | Longueur (km) | Terminus sud / ouest                                        | Terminus nord / est                                                    | Créée | Notes |
| ------ | ------------- | ------------- | ----------------------------------------------------------- | ---------------------------------------------------------------------- | ----- | ----- |
| US 24  | 435,95        | 701,59        | I-70 / US 24 à la frontière du Colorado près de Kanorado    | I-70 / US 24 / US 40 / US 169 à la frontière du Missouri à Kansas City | 1936  |       |
| US 36  | 390,00        | 630,00        | US 36 à la frontière du Colorado près de Saint Francis      | US 36 à la frontière du Missouri à Elwood                              | 1926  |       |
| US 40  | 423,67        | 681,83        | US 40 à la frontière du Colorado près de Weskan             | I-70 / US 24 / US 40 / US 169 à la frontière du Missouri à Kansas City | 1926  |       |
| US 50  | 447,93        | 720,87        | US 50 / US 400 à la frontière du Colorado près de Coolidge  | I-435 / US 50 à la frontière du Missouri à Leawood                     | 1928  |       |
| US 54  | 378,22        | 608,69        | US 54 à la frontière de l'Oklahoma près de Liberal          | US 54 à la frontière du Missouri près de Fort Scott                    | 1926  |       |
| US 56  | 471,45        | 758,73        | US 56 à la frontière de l'Oklahoma près d'Elkhart           | US 56 à la frontière du Missouri à Mission Woods                       | 1956  |       |
| US 59  | 210,44        | 338,67        | US 59 à la frontière de l'Oklahoma près de Chetopa          | US 59 à la frontière du Missouri à Atchison                            | 1934  |       |
| US 69  | 163,00        | 262,00        | US 69 à la frontière de l'Oklahoma près de Treece           | US 69 à la frontière du Missouri à Kansas City                         | 1935  |       |
| US 73  | 91,12         | 146,64        | I-70 à Bonner Springs                                       | US 73 / US 159 à la frontière du Nebraska près de Reserve              | 1926  |       |
| US 75  | 228,00        | 367,00        | US 75 à la frontière de l'Oklahoma près de Caney            | US 75 à la frontière du Nebraska près de Sabetha                       | 1926  |       |
| US 77  | 234,00        | 377,00        | US 77 à la frontière de l'Oklahoma près d'Arkansas City     | US 77 à la frontière du Nebraska près d'Oketo                          | 1926  |       |
| US 81  | 230,78        | 371,40        | US 81 à la frontière de l'Oklahoma près de Caldwell         | US 81 à la frontière du Nebraska près de Belleville                    | 1926  |       |
| US 83  | 227,50        | 366,10        | US 83 / US 270 à la frontière de l'Oklahoma près de Liberal | US 83 à la frontière du Nebraska près de Cedar Bluffs                  | 1926  |       |
| US 159 | 52,30         | 84,20         | US 59 à Nortonville                                         | US 73 / US 159 à la frontière du Nebraska près de Reserve              | 1935  |       |
| US 160 | 489,46        | 787,71        | US 160 à la frontière du Colorado près de Saunders          | US 160 à la frontière du Missouri près de Frontenac                    | 1930  |       |
| US 166 | 163,22        | 262,68        | US 81 à South Haven                                         | US 166 / US 400 à la frontière du Missouri près de Baxter Springs      | 1926  |       |
| US 169 | 135,39        | 217,89        | US 169 à la frontière de l'Oklahoma près de Coffeyville     | I-70 / US 24 / US 40 / US 169 à la frontière du Missouri à Kansas City | 1930  |       |
| US 177 | 3,51          | 5,65          | US 177 à la frontière de l'Oklahoma près de South Haven     | US 81 à South Haven                                                    | 1929  |       |
| US 183 | 234,69        | 377,70        | US 183 à la frontière de l'Oklahoma près de Sitka           | US 183 à la frontière du Nebraska près de Phillipsburg                 | 1930  |       |
| US 270 | 3,00          | 4,80          | US 54 / US 83 à Liberal                                     | US 83 / US 270 à la frontière de l'Oklahoma près de Liberal            | 1930  |       |
| US 281 | 238,34        | 383,57        | US 283 à la frontière de l'Oklahoma près de Hardtner        | US 281 à la frontière du Nebraska près de Lebanon                      | 1931  |       |
| US 283 | 217,00        | 349,23        | US 283 à la frontière de l'Oklahoma près d'Englewood        | US 283 à la frontière du Nebraska près de Norton                       | 1931  |       |
| US 400 | 465,56        | 749,24        | US 50 / US 400 à la frontière du Colorado près de Coolidge  | US 166 / US 400 à la frontière du Missouri près de Baxter Springs      | 1994  |       |
|        |               |               |                                                             |                                                                        |       |       |